# KS Szkoła Oficerska Bydgoszcz
KS Szkoła Oficerska Bydgoszcz – bydgoski klub sportowy założony w 1920 roku przy Oficerskiej Szkole dla Podoficerów. Przez jeden sezon (1924) piłkarze tego klubu grali w klasie A Toruńskiego Związku Okręgowego Piłki Nożnej.

## Historia
W 1923 r. klub został zakwalifikowany do klasy B, przegra| jednak rozgrywkę o awans do klasy A z rezerwami Sokoła Toruń. W 1924 r. przeprowadzono zawody uzupełniające skład klasy A, które wygrał KS Szkoła Oficerska. W sezonie 1924 w klasie A drużyna zdobyła w ośmiu meczach 3 punkty i zajęła ostatnie miejsce. Dnia 23 marca 1925 r. zdecydowano o powiększeniu klasy A Toruńskiego OZPN. Szkoła Oficerska nie skorzystała jednak z zaproszenia i nie przystąpiła do rozgrywek na tym poziomie. Klub reaktywowano w listopadzie 1937 r. pod nazwą WKS Zryw Bydgoszcz.

## Sukcesy
- Mistrzostwo Bydgoszczy: 1921, 1922, 1932